# Comtat de Gascunya

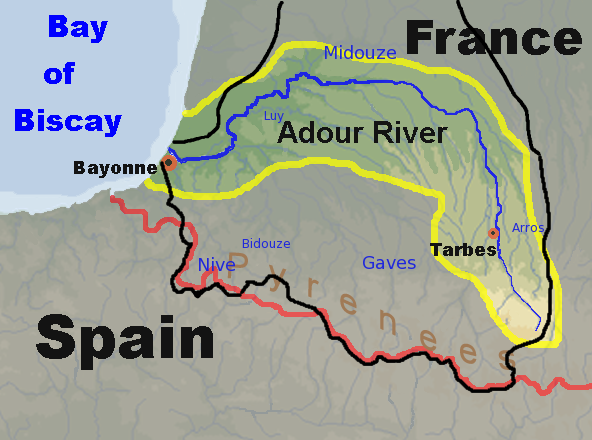
Situació de la vall del riu Adur, en el curs baix del qual es va establir inicialment el comtat de Gascunya

El Comtat de Gascunya o de Guascònia va ser una entitat feudal de l'alta edat mitjana creada per Carlemany a Aquitània durant el 781.
El fill de Carlemany, Ludovico Pío va rebre el Comtat de Gascunya sobre la base del Ducat de Bascònia i ràpidament es va adaptar els costums dels habitants del territori, els  Uuasconum . Així, en ell 785, quan és reclamat per l'emperador carolingi a la cort de Paderborn, es va presentar a la usança vascona acompanyat d'altres joves de la seva mateixa edat vestint un vestit que constava d'una túnica exterior rodona, camisa de mànigues soltes, calçons llargs, falques amb esperons i una llança llancívola a la mà.
El comtat es va organitzar entorn de la ciutat de Baiona i la vall del riu Adur, mantingueren la tradicional relació cultural amb els territoris de  Spanoguascònia  i del vessant hispà dels pirinencs.
El comte Galí II Asnar d'Aragó va contreure matrimoni amb Acibella, germana del comte  Gassia Sans . El fill d'aquest, Guillermo Sánchez de Gascunya es va unir la filla del rei de Pamplona Garcia Sanxes I de Pamplona del matrimoni del qual va néixer Sanç V Guillem de Gascunya, qui seria a la cort dels reis de Pamplona. Eudes, fill del duc d'Aquitània i comte de Poitiers Guillem el Gran, va rebre el comtat el 1033. L'any 1063 es va produir la fusió del comtat amb el ducat d'Aquita.